# Mobilidade social
Mobilidade social refere-se à mudança de posição na hierarquia social ao longo do tempo. O processo onde indivíduos, famílias ou grupos passam de uma posição socioeconômica para outra.

## Definição e tipologia
A mobilidade é mais frequentemente medida de forma quantitativa em termos de mudança de mobilidade económica, tais como mudanças na renda ou riqueza. A ocupação é outra medida utilizada na pesquisa de mobilidade, o que geralmente envolve tanto a análise quantitativa quanto qualitativa dos dados. No entanto, outros estudos podem concentrar-se na classe social.[2] A mobilidade pode ser intrageracional, dentro da mesma geração ou entre gerações, entre uma ou mais gerações.[3]
Se a mobilidade envolve uma mudança de posição, especialmente de ocupação, mas nenhuma mudança na classe social, então é chamada de "mobilidade horizontal". Se, no entanto, o movimento envolve uma mudança de classe social, então é chamado de "mobilidade vertical" e envolve tanto a "mobilidade ascendente" quanto a "mobilidade descendente."[1]

## Statussocial e Classe social
A mobilidade social é altamente dependente da estrutura geral dos status sociais e ocupações em uma dada sociedade. A extensão de diferentes posições sociais e a maneira pela qual elas se encaixam ou se sobrepõe fornecem a estrutura social global de tais posições. Adiciona-se a isso as diferentes dimensões do estado, como a delimitação de Max Weber, de estatura econômica, prestígio e poder temos o potencial de complexidade em um determinado sistema de estratificação social. Tais dimensões dentro de uma determinada sociedade pode ser vista como variáveis independentes que podem explicar diferenças na mobilidade social, em diferentes tempos e lugares, em diferentes sistemas de estratificação. Além disso, as mesmas variáveis que contribuem como variáveis intervenientes para a avaliação do rendimento ou riqueza e que também afetam o status  e classe social e a desigualdade social afetam a mobilidade social. Estes incluem sexo ou gênero, raça ou etnia e idade.

## Culturas de classe e redes sociais
Estas dimensões diferentes de mobilidade social podem ser classificadas em termos de tipos de capital que contribuem para mudanças na mobilidade diferentes. O capital cultural, um termo cunhado pelo sociólogo francês Pierre Bourdieu é o processo de distinção entre os aspectos econômicos da classe e bens culturais poderosos. Bourdieu descreveu três tipos de capital que colocam uma pessoa em uma determinada categoria social: o capital econômico; o capital social e o capital cultural. O capital econômico inclui recursos econômicos, tais como dinheiro, crédito e outros bens materiais. O capital social inclui um recursos que se alcança com base nos membros do grupo, redes de influência, relações e apoio de outras pessoas. O capital cultural é uma vantagem que uma pessoa tem que lhes dá um status mais elevado na sociedade, como a educação, as habilidades, ou qualquer outra forma de conhecimento. Normalmente, as pessoas com todos os três tipos de capital têm um status elevado na sociedade. Bourdieu descobriu que a cultura da classe social superior é muito mais orientada para o raciocínio formal e para o pensamento abstrato. A classe social mais baixa é voltada para questões de fatos e as necessidades da vida. Ele também descobriu que o ambiente em que a pessoa se desenvolve tem um grande efeito sobre os recursos culturais que uma pessoa vai ter a seu dispor.

## Padrões de mobilidade

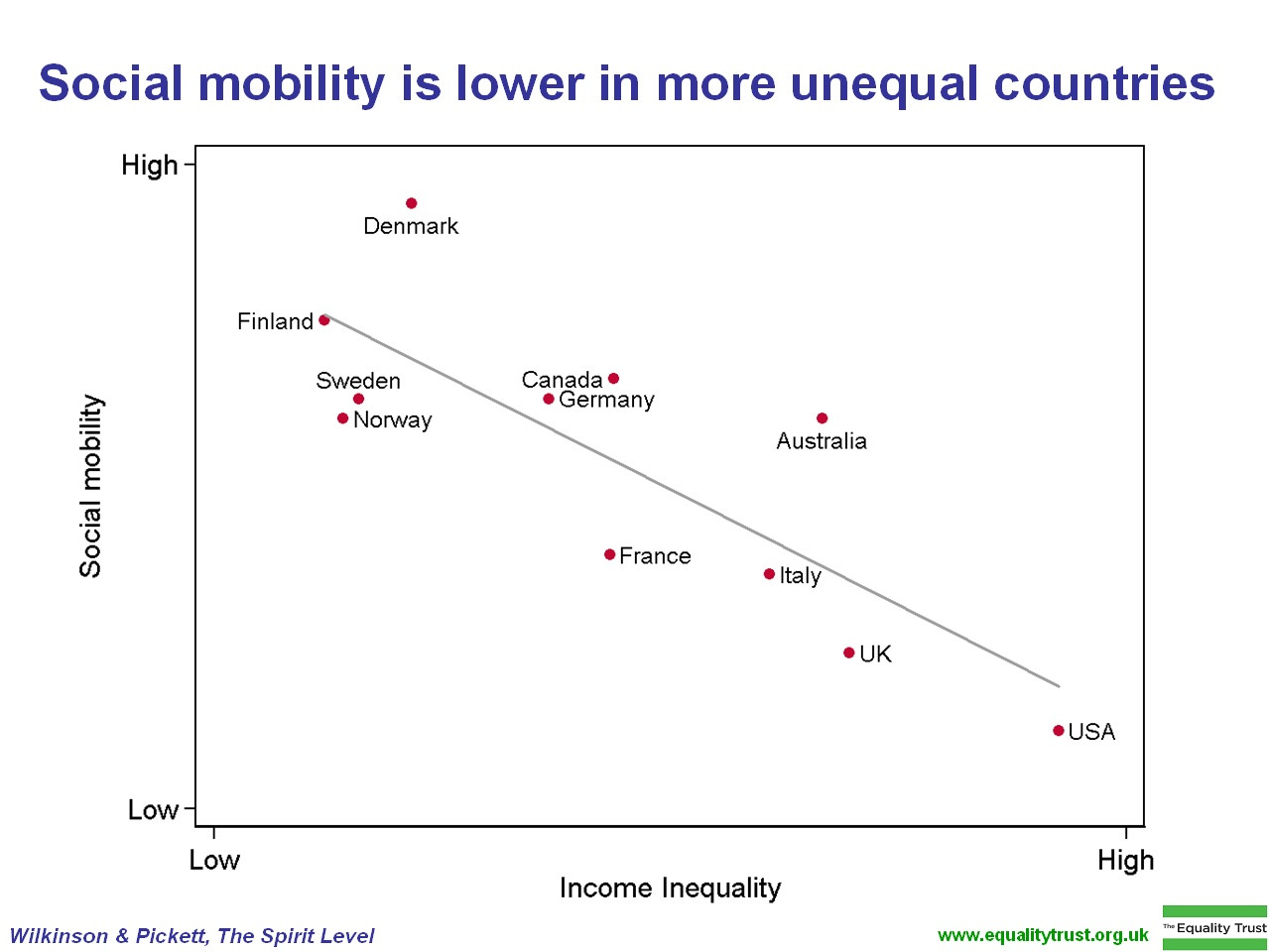
A mobilidade social é menor nos países mais desiguais. Wilkinson e Pickett (2009).

Comparação da mobilidade social em países selecionados

Embora seja geralmente aceito que algum nível de mobilidade na sociedade é desejável, não há consenso sobre "quanto" a mobilidade social é "boa" ou "ruim" para a sociedade. Certamente muita mobilidade social significaria um fluxo social permanente, sem chance para construir tradições e instituições sociais. Pouca mobilidade leva à estagnação social, com poucas oportunidades de inovação e, muitas vezes, de classes inteiras de pessoas que se sentem marginalizados do benefício da participação social. Assim, não há uma "referência" internacional da mobilidade social, embora se possa comparar medidas de mobilidade entre regiões ou países ou dentro de uma determinada área ao longo do tempo.
Em um estudo cujos resultados foram publicados pela primeira vez em 2009, Wilkinson e Pickett realizaram uma análise exaustiva de mobilidade social em países desenvolvidos. Além de outras correlações com resultados sociais negativas para as sociedades com alta desigualdade, eles encontraram uma relação entre a alta desigualdade social e baixa mobilidade social. Dos oito países estudados - Canadá, Dinamarca, Finlândia, Suécia, Noruega, Alemanha, Reino Unido e nos EUA, os EUA tinham tanto a maior desigualdade econômica e menor mobilidade econômica. Neste e em outros estudos, de fato, os EUA têm muito pouca mobilidade nos degraus mais baixos da escada sócio-econômica, com crescente mobilidade ligeiramente à medida que sobe a escada. Na parte superior do degrau da escada, no entanto, mais uma vez a mobilidade diminui.
Um estudo comparando a mobilidade social entre países desenvolvidos descobriu que os quatro países com o menor "elasticidade de renda entre gerações", ou seja, a maior mobilidade social, eram Dinamarca, Noruega, Finlândia e Canadá com menos de 20% das vantagens de um pai com alta renda passá-la para seus filhos.
Estudos também descobriram "uma relação negativa clara" entre desigualdade de renda e de mobilidade intergeracional. Os países com baixos níveis de desigualdade, como Dinamarca Noruega e Finlândia teve alguns dos maiores mobilidade, enquanto os dois países com o alto nível de desigualdade - Chile e Brasil - tinha alguns dos mais baixos da mobilidade.
Piketty (2014) acha que a relação renda-riqueza, hoje, parece estar retornando a níveis muito elevados nos países de crescimento econômico baixo, semelhante ao que ele chama de sociedades baseadas em riqueza "clássicas patrimoniais" do século 19, em que uma minoria vive da sua riqueza, enquanto o resto da população trabalha para subsistência.